# Ahmed Abed
Ahmed Abed (in ebraico אחמד עאבד‎?; Nazareth, 30 marzo 1990) è un calciatore israeliano, centrocampista dell'Hapoel Tel Aviv.

## Caratteristiche tecniche
Esterno destro, può giocare nello stesso ruolo sulla fascia opposta.

## Statistiche

### Presenze e reti nei club
| Stagione                   | Squadra                    | Campionato                 | Campionato | Campionato | Coppe nazionali | Coppe nazionali | Coppe nazionali | Coppe internazionali | Coppe internazionali | Coppe internazionali | Altre coppe | Altre coppe | Altre coppe | Totale | Totale |
| Stagione                   | Squadra                    | Comp                       | Pres       | Reti       | Comp            | Pres            | Reti            | Comp                 | Pres                 | Reti                 | Comp        | Pres        | Reti        | Pres   | Reti   |
| -------------------------- | -------------------------- | -------------------------- | ---------- | ---------- | --------------- | --------------- | --------------- | -------------------- | -------------------- | -------------------- | ----------- | ----------- | ----------- | ------ | ------ |
| 2009-2010                  | Maccabi Ahi Nazareth       | LhA                        | 8          | 0          | -               | -               | -               | -                    | -                    | -                    | -           | -           | -           | 8      | 0      |
| 2010-2011                  | Maccabi Ahi Nazareth       | LL                         | 31         | 6          | -               | -               | -               | -                    | -                    | -                    | -           | -           | -           | 31     | 6      |
| Totale carriera            | Totale carriera            | Totale carriera            | 39         | 6          |                 | -               | -               |                      | -                    | -                    |             | -           | -           | 39     | 6      |
| 2011-2012                  | Ironi Kiryat Shmona        | LhA                        | 32         | 2          | -               | -               | -               | -                    | -                    | -                    | -           | -           | -           | 32     | 2      |
| 2012-2013                  | Ironi Kiryat Shmona        | LhA                        | 1          | 0          | -               | -               | -               | UCL+UEL              | 6+0                  | 0+0                  | -           | -           | -           | 7      | 0      |
| Totale Ironi Kiryat Shmona | Totale Ironi Kiryat Shmona | Totale Ironi Kiryat Shmona | 33         | 2          |                 | -               | -               |                      | 6                    | 0                    |             | -           | -           | 39     | 2      |
| Totale carriera            | Totale carriera            | Totale carriera            | 72         | 8          |                 | -               | -               |                      | 6                    | 0                    |             | -           | -           | 78     | 8      |